# Androphilie
Androphilie (griech.: ἀνήρ anḗr, Gen. ἀνδρός andrós „Mann“, -philie von φιλία philía „Freundschaft“, „Liebe“), auch Androsexualität, bezeichnet die Neigung, sich emotional und sexuell zu Männern hingezogen zu fühlen. Das passende Gegenstück ist die Gynäkophilie.
Der Begriff ist für die damit beschriebene Person unabhängig von deren Geschlecht. So sind androphile Frauen heterosexuell und androphile Männer homosexuell. Da es bei der Beschreibung der sexuellen Orientierung von transgeschlechtlichen, nichtbinären, intergeschlechtlichen Menschen oder dritten Geschlechtern anderer Kulturen durch die Verwendung der Begriffe homosexuell oder heterosexuell zu Verwirrung kommen kann, präzisiert in solchen Fällen des Öfteren der Begriff Androphilie, da somit das Geschlecht der begehrenden Person irrelevant wird. Bei Bisexualität spielt dies keine Rolle.
Da der Begriff den Faktor Alter enthält, kann er auch zur Abgrenzung gegenüber Pädophilie und Ephebophilie verwendet werden. Er ist nützlich zur eindeutigen Bezeichnung von Homosexualität unter erwachsenen Männern in Gesellschaften, in denen diese nicht, wohl aber altersübergreifende gleichgeschlechtliche Beziehungen die Regel waren oder sind.
Magnus Hirschfeld verwendete folgende vier Begriffe, um das bevorzugte Alter eines begehrten Partners homosexueller Männer zu beschreiben:
- Pädophilie für das Interesse an Knaben vor der Pubertät (heute für männliche und weibliche Kinder verwendet)
- Ephebophilie für das Interesse an männlichen Jugendlichen von der Pubertät bis in die frühen 20er
- Androphilie für das Interesse an Männern zwischen den 20ern und den 50ern
- Gerontophilie für das Interesse an älteren Männern (heute für ältere Männer und Frauen verwendet)

Der Sexologe Kurt Freund war aufgrund seiner Untersuchungen der Überzeugung, dass es ohnehin besser sei, die Begriffe androphil und gynäphil zu nutzen statt homosexuell und heterosexuell. Die Untersuchungen hatten ihn nämlich zur Einsicht geführt, dass es einen Unterschied gebe zwischen dem, was ein Mensch als erregend empfindet, und dem, was er tut. Menschen lassen sich zwar auf sexuelle Aktivitäten mit Männern, Frauen oder beiden ein, jedoch zeigen nur wenige tatsächlich Reizreaktionen auf beide Geschlechter.